# Heinrich Caro

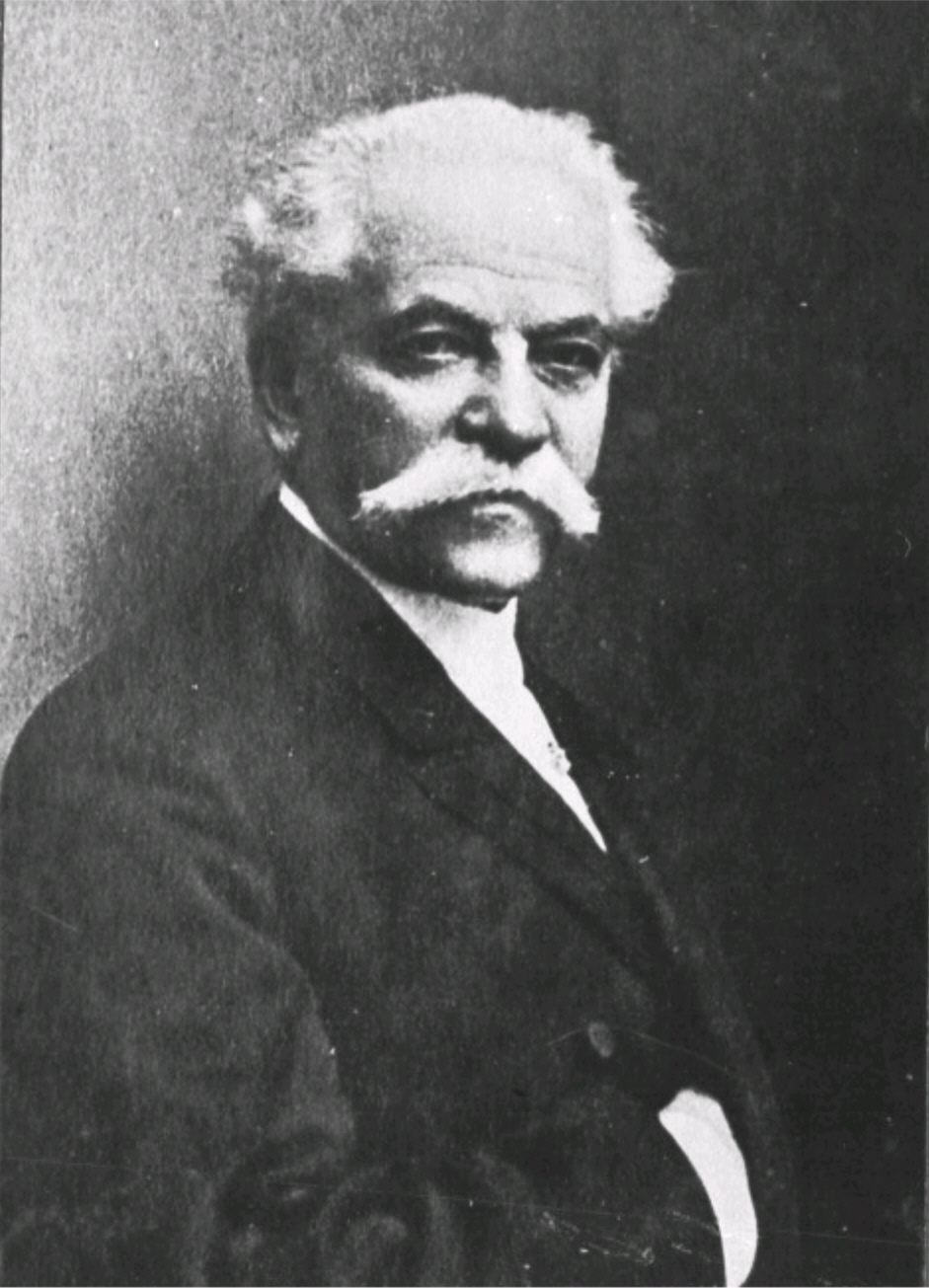
Heinrich Caro

Heinrich Caro (ur. 13 lutego 1834 w Poznaniu, zm. 11 października 1910 w Dreźnie) – chemik niemiecki.

## Życiorys
Studia chemiczne rozpoczął na Friedrich-Wilhelms-Universität, obecnie Uniwersytet Humboldtów w Berlinie, później kształcił się jako chemik substancji barwiących. W latach 1859–1867 pracował dla brytyjskiego przedsiębiorstwa Roberts, Dale w Manchesterze. W 1861 powrócił do Niemiec, gdzie włączył się w działalność laboratorium Roberta Bunsena. Następnie rozpoczął pracę dla Chemische Fabrik Dyckerhoff Clemm & Co, później przekształcony w koncern Badische Anilin und Soda Fabrik (BASF). Caro był tam odpowiedzialny wraz z Adolfem von Baeyer za prace badawcze nad barwnikiem indygo. W efekcie w roku 1878 udało się zsyntetyzować tenże barwnik. W tym samym czasie Caro opatentował metodę uzyskiwania alizaryny. Jako pierwszy wyizolował akrydynę oraz kwas nadtlenosiarkowy (nazywany od jego imienia kwasem Caro).